# Prosečka vas
Prosečka vas (Hongaars: Kölesvölgy, Prekmurees: Prosečka ves) is een plaats in Slovenië en maakt deel uit van de gemeente Puconci in de NUTS-3-regio Pomurska. De plaats telde 120 inwoners op 1 januari 2020.